# Ahmed Aleskerov
Ahmed Leatifovici Aleskerov (în rusă Ахмед Лятифович Алескеров, în azeră Əhməd Lətif oğlu Ələsgərov; n.  ?) a fost un fotbalist și apoi antrenor de fotbal azer. El a fost primul antrenor al clubului de fotbal Sheriff Tiraspol.